# Puzzle Agent 2
Puzzle Agent 2 is een avonturen-puzzelspel van Telltale Games in samenwerking met Graham Annable. Het is het vervolg van Nelson Tethers: Puzzle Agent. Het spel werd op 30 juni 2011 uitgebracht.

## Spelbesturing
Het spel is een soort van adventure, hoewel de speler geen inventaris heeft. De speler kan wel in dialoog gaan met de andere personages. Puzzels worden opgestart door bepaalde objecten aan te klikken of met personages te praten. Dit kan gaan van een legpuzzel tot een rekenkundige puzzel of een logische puzzel. Her en der zijn kauwgomballen verborgen die men kan verzamelen. Deze kan men omruilen voor tips naar de oplossing van een puzzel, met een maximum van drie hints. Puzzels worden niet automatisch opgelost: men dient op een soort van “OK”-knop te drukken. Het resultaat daarvan is “aanvaard” of “verworpen”. Telkens men op de OK-knop drukt, worden strafpunten afgetrokken, ook al is het antwoord goed. Die strafpunten geven weer hoeveel belastinggeld er werd gebruikt om de puzzel op te lossen.

## Verhaal
Nelson ligt nog steeds te piekeren over de onopgeloste zaak in Scoggins, een dossier dat de FBI in de doofpot lijkt te willen steken. Daarom beslist hij om eigenhandig een nieuw onderzoek op te starten. Tijdens zijn eerste nacht in Scoggins krijgt hij opnieuw een bizarre droom over een astronaut dewelke hem een bericht achterlaat. Dat bericht vindt Scoggins daadwerkelijk na het ontwaken: "Isaac Davner bestaat niet". Op de achterkant van het bericht staan een aantal persoonsnamen. Via Darryl Boutin verneemt Nelson dat de namen verwijzen naar mensen die spoorloos zijn verdwenen in het Sasimy-woud waaronder ook Darrel Boutin, broer van eerstgenoemde. Vervolgens gaat Nelson naar antropoloog Alfred Versteckt wiens assistent Will Medlock ook op de lijst staat. Samen vermoeden ze dat de ontvoeringen wellicht iets te maken hebben met de legende van "het verborgen volk".
Nelson zoekt Sheriff Bahg op, maar hij weigert om Nelson inzage te geven in de dossiers over deze vermiste personen. Nadat Nelson aan Glori Danver belooft om haar man Isaac terug te vinden, helpt zij hem met de toegang tot de dossiers. Volgens Glori was Isaac over iets bezorgd. Het Broederschap van Scoggins, geleid door Bjorn, wilde Isaac helpen en sloten hem op in de gomfabriek. Daar verdween Isaac. Volgens het Broederschap was Isaac "de verkorene van het verborgen volk". Vandaar dat Glori vermoedt dat het Broederschap achter de verdwijningen zit.
Nelson komt terecht bij Melkorka Teterdottir, of kortweg Korka. Haar verloofde Halldor Magnusson verdween zo'n jaar geleden. Korka bezorgde Nelson het eerder gevonden briefje. Zij wil met hem samenwerken om het mysterie op te lossen. Korka heeft reeds achterhaald dat Isaac in werkelijkheid Ed Davis is, een testpiloot van het Amerikaanse leger van wie wordt verondersteld te zijn omgekomen tijdens een crash met een maanraket. Ook is ze van mening dat Isaac de vermiste personen heeft vermoord. 
In het woud achtervolgt Nelson Edvard, eveneens lid van het broederschap. Nelson struikelt en valt in een greppel waar hij een astronautenpak vindt. Op dat ogenblik wordt hij aangevallen door het "verborgen volk". Nelson slaat op de vlucht en loopt terug naar Korka. Zij gelooft zijn verhaal over het verborgen volk niet omdat het slechts een volkslegende is. Nelson gaat daarop naar Bjorn. Bjorn beweert dat ook de leden van het Broederschap spoorloos verdwijnen en dat Edvard op zoek was naar de nu missende Skjoldr. Verder raadt Bjorn Nelson aan om Olav Welhaven te bezoeken.
Olav is een astrofysicus en ontdekte een formule die verklaart waarom sommige mensen lijden aan maanziekte. Olav lichtte NASA in over zijn bevindingen. Nelson zoekt Korka terug op. Dan beseft hij dat Korka geestesgestoord is en denkt dat het mysterie draait rond een sasquatch die in het woud leeft. Nelson komt aan een neergestorte raket waar hij door astronauten bewusteloos wordt geslagen.
Nadat hij ontwaakt, is hij in de herberg van Valda. Daar neemt hij contact op met de FBI dat een team stuurt. Nelson legt aan FBI-directeur Jennings uit dat de astronauten wellicht de moordenaars zijn. Hij krijgt enkel de waarschuwing om Scoggings zo snel mogelijk te verlaten en geen aandacht meer te schenken aan het dossier. Hij negeert dit en keert terug naar de site van de raket. Daar ontmoet hij Isaac. Isaac legt uit dat hij inderdaad een astronaut was die tezamen met twee anderen een mislukte operatie op de maan hadden. Zij moesten op de maan maanstralen vangen met een apparaat ontwikkeld door Olav. Met dat apparaat zou het mogelijk zijn om eenieder op aarde tijdelijk krankzinnig te maken. Tijdens de missie kwamen de twee astronauten in contact met de maanstralen waardoor zij krankzinnig werden. Tijdens terugkeer naar aarde stortte de raket op het dorp van het verborgen volk. Het apparaat staat sindsdien aan waardoor het verborgen volk moest vluchten.
Nelson en Isaac beslissen om het apparaat uit te schakelen, maar de FBI heeft het reeds gevonden. Nelson ontvangt telefoon van zijn assistent Ingraham: hij heeft opnames van Olav bestudeert en deze bevatten allemaal een vreemd geluid op de achtergrond. Nelson concludeert dat men met dat geluid het verborgen volk kan oproepen, wat hij ook doet. Er verschijnen heel wat verborgenen en blijkbaar bevinden zijn zich niet enkel op aarde. Via een soort visioen fluisteren zij Nelson in dat zij hem zullen helpen met de ontmanteling van het apparaat. Tijdens de ontmanteling loopt er iets mis, waardoor het apparaat heel wat FBI-agenten krankzinnig maakt. Nelson wil daarop het apparaat in het meer gooien, maar dat is bevroren. Tot zijn verbazing duikt er plots een sasquatch op die een gat in het ijs slaat waarin Nelson het apparaat in doet verdwijnen. De vernietiging zorgt er ook voor dat alle gestoorden terug normaal worden.
Enige tijd later ontvangt Nelson een postkaart van Isaac en Glori verstuurd vanaf de Bahama's waar ze op reis waren. Nelson vraagt zich af of zij nog wel veilig zijn omdat ze mogelijk in aanraking zijn geweest met de Bermudadriehoek.